# Вільям Рігал
Даррен Кеннет Метьюс (англ. Darren Kenneth Matthew, нар. 10 травня 1968 року) — англійський професійний реслер, більш відомий під ім'ям Стівен Рігал або Вільям Рігал. Виступає в World Wrestling Entertainment на бренді SmackDown!.
Кар'єру у реслінгу почав в Англії. Пізніше працював по всьому світу, поки в 1993 році не підписав контракт з World Championship Wrestling. У 2000 році, після чергового звільнення з WCW, Метьюс приєднується в World Wrestling Federation (зараз World Wrestling Entertainment). Був генеральним менеджером RAW, в 2008 році став переможцем турніру «King of the Ring». За свою кар'єру Метьюс завоював більше 60 чемпіонських титулів, включаючи 4 в WCW і 15 в WWE.